# Giunillo
Giunillo conosciuto anche come Giunìlio (in latino Iunillus; 527 – 552) è stato un politico e teologo bizantino che ricoprì l'incarico di quaestor sacri palatii durante il regno dell'imperatore Giustiniano I..
Scrisse l'Instituta regularia divinae Legis in due libri, una sorta di manuale biblico; il testo era basato sugli insegnamenti di un membro della Scuola di Nisibi, Paolo il Persiano, che a sua volta era stato influenzato dagli scritti di Teodoro di Mopsuestia. Gli Instituta di Giunillo diffusero in Occidente la conoscenza della scuola di esegesi biblica di Antiochia.
È stato ipotizzato che Giunillo fosse un parente dell'aristocratica Venanzia, corrispondente di Fulgenzio di Ruspe e forse membro della gens Decia.